# 나가오 가진
나가오 가진(일본어: 長尾雅人, 일본어: ながお がじん, 1907년 8월 22일~2005년 3월 13일)은 일본의 불교학자이자 티베트학을 확립한 학자이다.
아버지는 불교 승려이며, 센다이시에서 태어났다. 교토 대학 교수를 역임했다.

## 한국어로 번역된 저작
- 김수아(소운 스님) 옮김, 《중관과 유식》(서울: 동국대학교출판부[1]), 2005. 원제: 《中観と唯識》(東京: 岩波書店), 1978.